# Baier (Motorrad)
Baier war ein deutscher Motorradhersteller, der von 1923 bis 1929 in Berlin Motorräder mit Zweitaktmotoren herstellte. Baier gehörte in den 1920er-Jahren zu den führenden Herstellern von Zweitaktmotoren.

## Geschichte und Technik
Wilhelm und Karl Baier gründeten die Firma Motoren und Apparatefabrik 1923 in Berlin-Charlottenburg in der Windscheidstraße 10. Hier entstanden sehr leistungsfähige Zweitakter, zuerst ein 198-cm³-Zweitakter mit Dreikanalspülung, später mit 249 cm³ Hubraum und 5 PS Leistung bei 2500 min−1; eine Version mit Dreikanalspülung und Nasenkolben erreichte 7 PS bei 4000 min−1. Der Blockmotor (Getriebe im Motorgehäuse) konnte wahlweise mit dem Fuß oder der Hand geschaltet werden. Eine automatische Konuskupplung, eine kraftschlüssige Kupplung mit konusförmiger Klemmnabe, durch die der Kraftschluss hergestellt wird, machte das Fahren recht angenehm. Abnehmer von Baier-Motoren war auch die Stuttgarter FUBO.
Die Krönung war 1927 ein Doppelkolben-Zweitaktmotor mit 500 cm³ Hubraum (Bohrung 65 mm, Hub 72 mm), der 14,5 PS bei 3500 min−1 leistete. Der Motor arbeitete nach den Patenten von Arnold Zoller und war mit einem Burmann-Dreiganggetriebe ausgestattet.
Infolge wirtschaftlicher Schwierigkeiten zog das Unternehmen mehrfach innerhalb Berlins um. Die letzte Adresse war die Rankstraße 30 in Berlin-Charlottenburg. Mit Beginn der Weltwirtschaftskrise von 1929 endete die Motorradherstellung von Baier.